# Microdontomerus enigma
Microdontomerus enigma är en stekelart som beskrevs av Grissell 2005. Microdontomerus enigma ingår i släktet Microdontomerus och familjen gallglanssteklar. Inga underarter finns listade i Catalogue of Life.